# 耶克塞倫峰
72°0′S 2°33′W / 72.000°S 2.550°W
耶克塞倫峰，是南極洲的山峰，位於毛德皇后地的瑪塔公主海岸，屬於阿爾曼嶺的一部分，挪威製圖師根據探險隊的測量和拍攝的空中照片繪入地圖，現時由南極條約體系管理。